# Jupe crayon
Une jupe crayon est un élément vestimentaire féminin datant des années 1940. Si elle est parfois dénommée jupe droite,, la jupe crayon est plutôt considérée comme une variante de la jupe droite, taille haute et qui s'arrête au genou.

## Historique

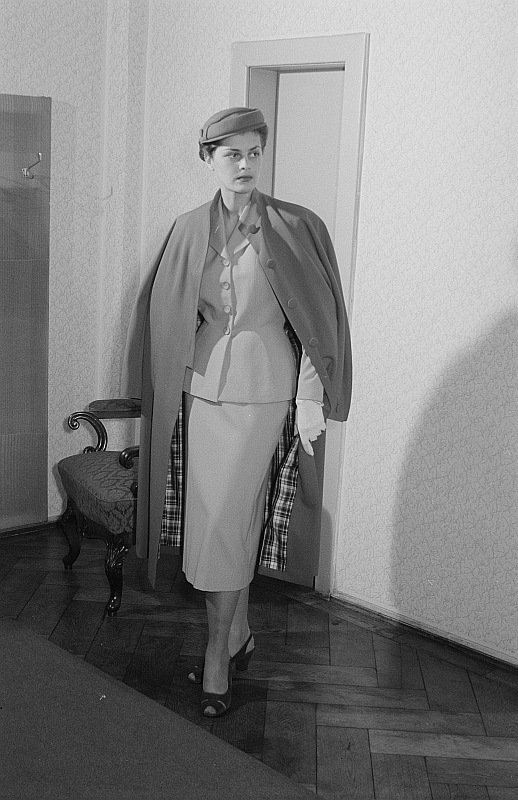
Jupe crayon (1954)

La jupe crayon trouve ses origines et devient un « classique » dans les années 1940, où l'interdiction de la ceinture en cuir[réf. nécessaire], les restrictions de tissus durant la guerre raccourcissent et simplifient les jupes.
Elle prend la forme d'une jupe au genou et étroite, galbant le corps, le plus souvent légèrement fendue à l'arrière pour ne pas contraindre le mouvement de marche. Se portant à la taille haute, elle offre la particularité d'affiner visuellement celle-ci. Portée avec des talons hauts, elle prend une connotation sexy en modifiant la démarche et poussant les femmes à légèrement onduler. Sa forme de cylindre fait qu'elle semble d'une apparente simplicité.
La taille de guêpe qui prévaut dans les années 1950 fait de la jupe crayon une création fréquente : Christian Dior en fait un élément de sa collection 1954, et reste parfois crédité comme son inventeur, alternative à ses jupes corolles du New Look. Elizabeth Taylor apparait à la fin des années 1950 dans Soudain l'été dernier ou dans La Chatte sur un toit brûlant vêtue de jupes crayon étroites.
Plus tard, elle revient sur le devant de la scène comme composante de la garde robe des working girls grâce, entre autres, à Thierry Mugler ou Claude Montana, puis devient un élément basique de la garde-robe féminine dans les années 2010.